# Wrzód

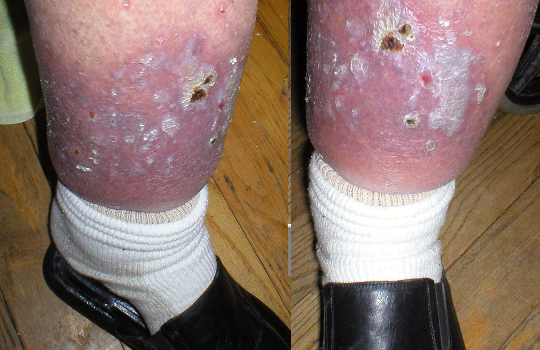
Owrzodzenie na lewej nodze.

Wrzód (łac. ulcus) – wykwit wtórny mający charakter otwartej rany na powierzchni skóry, błony śluzowej lub rogówki. Do wytworzenia wrzodu dochodzi w wyniku uszkodzenia tkanek wikłanego toczącymi się lokalnie procesami o charakterze zapalno-martwicowym, co skutkuje przerwaniem ciągłości nabłonka i uszkodzeniem leżących głębiej struktur tkankowych. Do bezpośrednich przyczyn powstawania wrzodów można zaliczyć uraz (fizyczny, chemiczny, termiczny), zakażenie lub niedokrwienie tkanek. Częstsze występowanie owrzodzeń skóry może być związane z pojawianiem się opornych na metycylinę szczepów gronkowca złocistego. Gojenie się wrzodów zwykle przebiega z trudnościami, miewa charakter przewlekły i kończy się wytworzeniem blizny.